# Lophoptera paranthyala
Lophoptera paranthyala är en fjärilsart som beskrevs av Holland 1900. Lophoptera paranthyala ingår i släktet Lophoptera och familjen nattflyn. Inga underarter finns listade i Catalogue of Life.